# Hermann von Gottschall
Hermann von Gottschall (* 16. Oktober 1862 in Posen; † 7. März oder 8. März 1933 in Görlitz) war ein deutscher Schachspieler und Schachkomponist.

## Leben
Hermann von Gottschall, Sohn des Schriftstellers Rudolf von Gottschall (1823–1909), war von Beruf Rechtsanwalt. Allerdings betätigte sich Gottschall auch als Literaturkritiker. Er spielte seit den 1880er Jahren an zahlreichen bedeutenden internationalen Turnieren. In Nürnberg 1888 wurde er geteilter Zweiter mit Jacques Mieses hinter Siegbert Tarrasch. Zum Ende seiner Karriere gelangen ihm beim Turnier in Breslau 1925 Siege gegen Akiba Rubinstein, Friedrich Sämisch und Siegbert Tarrasch. 1890 und 1895 verlor er zwei Wettkämpfe in Berlin bzw. Leipzig gegen Curt von Bardeleben mit 1:5 und 1:4.
Gottschall leitete mehrere Jahre die Deutsche Schachzeitung und gab eine bedeutende Anderssen-Biographie heraus: Adolf Anderssen, Altmeister deutscher Schachspielkunst, Leipzig 1912.
Als Komponist gab er die Bände 4 und 5 der Sammlung von Schachaufgaben (begründet von Jean Dufresne), Leipzig 1898–1908 heraus. Von ihm erschienen auch die Kleine Problem-Schule, Leipzig 1885 und die Streifzüge durch das Gebiet des Schachproblems, Berlin/Leipzig 1926.
Gottschall schloss sich nicht der neudeutschen Schule an, sondern blieb bei einem eigenen Stil, baute aber auch oft böhmische Mattaufgaben.

## Schachkomposition
|   | a | b | c | d | e | f | g | h |   |
| 8 |   |   |   |   |   |   |   |   | 8 |
| 7 |   |   |   |   |   |   |   |   | 7 |
| 6 |   |   |   |   |   |   |   |   | 6 |
| 5 |   |   |   |   |   |   |   |   | 5 |
| 4 |   |   |   |   |   |   |   |   | 4 |
| 3 |   |   |   |   |   |   |   |   | 3 |
| 2 |   |   |   |   |   |   |   |   | 2 |
| 1 |   |   |   |   |   |   |   |   | 1 |
|   | a | b | c | d | e | f | g | h |   |

Lösung:

1. d7–d8D! Lc7xd8 Ablenkung

2. Le2–d3!! h2–h1D

3. Ld3–e4+ Doppelangriff Dh1xe4 Hinlenkung

4. Sc4–d6+ Springergabel e7xd6 Patt.

## Publikationen
- Kleine Problemschule. A. Roegner, Leipzig 1885.
- Streifzüge durch das Gebiet des Schachproblems. Berlin und Leipzig 1926.